# Развој светског рекорда на 60 метара у дворани за жене
У трци на 60 метара ИААФ је до 31. 1. 2018. године ратификовала 3 светска рекорда у женској конкуренцији.

## Рекорди мерени ручно 1921–1996.
| Ручно | Атлетичарка           | Земља            | Место                           | Датум              |
| ----- | --------------------- | ---------------- | ------------------------------- | ------------------ |
| 8,3   | Маргарете Фурхајм     | Немачка          | Берлин, Немачка                 | 11. децембар 1921. |
| 7,6   | Маргарете Фурхајм     | Немачка          | Берлин, Немачка                 | 21. јануар 1922.   |
| 7,4   | Елизабет Бингенхајмер | Немачка          | Берлин, Немачка                 | 7. јануар 1923.    |
| 7,4   | Маргарете Фурхајм     | Немачка          | Берлин, Немачка                 | 11. јануар 1925.   |
| 7,4   | Ане Шванебек          | Немачка          | Берлин, Немачка                 | 11. јануар 1925.   |
| 7,4   | Ирина Турова          | Совјетски Савез  | Лењинград, СССР                 | 17. март 1954.     |
| 7,4   | Ренате Ничке          | Западна Немачка  | Кил, Западна Немачка            | 23. март 1957.     |
| 7,4   | Шарлот Шмит           | Западна Немачка  | Кил, Западна Немачка            | 23. март 1957.     |
| 7,4   | Ирина Турова          | Совјетски Савез  | Лењинград, СССР                 | 8. март 1958.      |
| 7,4   | Нина Иванова          | Совјетски Савез  | Лењинград, СССР                 | 22. фебруар 1960.  |
| 7,3   | Галина Резчикова      | Совјетски Савез  | Лењинград, СССР                 | 22. фебруар 1960.  |
| 7,3   | Марија Иткина         | Совјетски Савез  | Брест-Литовск, СССР             | 19. фебруар 1961.  |
| 7,3   | Зинаида Сафронова     | Совјетски Савез  | Москва, СССР                    | 25. фебруар 1961.  |
| 7,2   | Људмила Мотина        | Совјетски Савез  | Лењинград, СССР                 | 3. фебруар 1962.   |
| 7,1   | Татјана Шчелканова    | Совјетски Савез  | Лењинград, СССР                 | 1. март 1962.      |
| 7,1   | Ренате Штехер         | Источна Немачка  | Гера, Источна Немачка           | 1. фебруар 1970.   |
| 7,1   | Ренате Штехер         | Источна Немачка  | Магдебург, Источна Немачка      | 7. фебруар 1970.   |
| 7,1   | Силвиане Телијез      | Француска        | Vittel, Француска               | 18. фебруар 1973.  |
| 7,1   | Силвиане Телијез      | Француска        | Vittel, Француска               | 18. фебруар 1973.  |
| 7,1   | Дорис Селмигкајт      | Источна Немачка  | Нојбранденбург, Источна Немачка | 20. јануар 1974.   |
| 7,1   | Ирена Шевинска        | Пољска           | Варшава, Пољска                 | 9. фебруар 1974.   |
| 7,1   | Ренате Иле            | Источна Немачка  | Букурешт, Румунија              | 9. фебруар 1974.   |
| 7,1   | Мона-Лиса Пурсиаинен  | Финска           | Vierumäki, Финска               | 16. фебруар 1974.  |
| 7,1   | Марта Вотсон          | Сједињене Државе | Москва, СССР                    | 2. март 1974.      |
| 7,1   | Људмила Маслакова     | Совјетски Савез  | Москва, СССР                    | 2. март 1974.      |
| 7,1   | Надежда Бесфамилна    | Совјетски Савез  | Москва, СССР                    | 2. март 1974.      |
| 7,1   | Тереза Монтгомери     | Сједињене Државе | Москва, СССР                    | 2. март 1974.      |
| 7,1   | Анегрет Рихтер        | Западна Немачка  | Дортмунд, Западна Немачка       | 8. фебруар 1975.   |
| 7,1   | Анегрет Рихтер        | Западна Немачка  | Штутгарт, Западна Немачка       | 15. фебруар 1975.  |
| 6,9   | Алиса Анум            | Гана             | Мајнц, Западна Немачка          | 17. јун 1975.      |
| 6,9   | Марлис Гер            | Источна Немачка  | Котбус, Источна Немачка         | 10. фебруар 1979.  |
| 6,9   | Марина Бабенко        | Совјетски Савез  | Москва, СССР                    | 18. фебруар 1983.  |
| 6,9   | Светлана Жиздрикова   | Совјетски Савез  | Москва, СССР                    | 13. јануар 1985.   |
| 6,9   | Светлана Жиздрикова   | Совјетски Савез  | Минск, СССР                     | 26. јануар 1985.   |
| 6,8   | Ирина Сљусар          | Совјетски Савез  | Минск, СССР                     | 19. јануар 1986.   |
| 6,8   | Антонина Сљусар       | Совјетски Савез  | Доњецк, СССР                    | 9. јануар 1988.    |
| 6,8   | Екатерина Лешчева     | Русија           | Волгоград, Русија               | 22. јануар 1994.   |
| 6,8   | Ирина Пуха            | Украјина         | Кијев, Украјина                 | 13. јануар 1995.   |
| 6,8   | Ирина Пуха            | Украјина         | Кијев, Украјина                 | 13. јануар 1995.   |
| 6,8   | Анжелика Шевчук       | Украјина         | Запорожје, Украјина             | 5. фебруар 1995.   |
| 6,8   | Ирина Пуха            | Украјина         | Кијев, Украјина                 | 11. фебруар 1995.  |
| 6,8   | Жана Пинтусевич       | Украјина         | Кијев, Украјина                 | 19. јануар 1996.   |

## Рекорди мерени електронски од 1970.
Рекорди ратификовани од ИААФ-а
| Време | Атлетичарка          | Земља           | Место                           | Датум             | Трајање                       |
| ----- | -------------------- | --------------- | ------------------------------- | ----------------- | ----------------------------- |
| 7,3   | Ренате Штехер        | Источна Немачка | Беч, Аустрија                   | 15. март 1970.    | 1 година, 11 месеци и 11 дана |
| 7,3   | Ренате Штехер        | Источна Немачка | Софија, Бугарска                | 14. март 1971.    | 1 година, 11 месеци и 11 дана |
| 7,53  | Инге Хелтен          | Западна Немачка | Штутгарт, Западна Немачка       | 26. фебруар 1972. | 0 дана                        |
| 7,34  | Анегрет Рихтер       | Западна Немачка | Штутгарт, Западна Немачка       | 26. фебруар 1972. | 1 година и 13 дана            |
| 7,34  | Анегрет Рихтер       | Западна Немачка | Штутгарт, Западна Немачка       | 26. фебруар 1972. | 1 година и 13 дана            |
| 7,34  | Анегрет Рихтер       | Западна Немачка | Штутгарт, Западна Немачка       | 26. фебруар 1972. | 1 година и 13 дана            |
| 7,34  | Петра Фогт           | Источна Немачка | Ротердам, Холандија             | 11. март 1973.    | 1 година и 13 дана            |
| 7,33  | Петра Фогт           | Источна Немачка | Ротердам, Холандија             | 11. март 1973.    | 0 дана                        |
| 7,29  | Анегрет Рихтер       | Западна Немачка | Ротердам, Холандија             | 11. март 1973.    | 0 дана                        |
| 7,27  | Анегрет Рихтер       | Западна Немачка | Ротердам, Холандија             | 11. март 1973.    | 11 месеци и 27 дана           |
| 7,24  | Ирена Шевинска       | Пољска          | Гетеборг, Шведска               | 10. март 1974.    | 0 дана                        |
| 7,22  | Мона-Лиса Пурсиаинен | Финска          | Гетеборг, Шведска               | 10. март 1974.    | 0 дана                        |
| 7,16  | Ренате Штехер        | Источна Немачка | Гетеборг, Шведска               | 10. март 1974.    | 4 године и 2 дана             |
| 7,12  | Марлис Гер           | Источна Немачка | Милано, Италија                 | 12. март 1978.    | 1 година, 10 месеци и 14 дана |
| 7,12  | Марлис Гер           | Источна Немачка | Источни Берлин, Источна Немачка | 12. јануар 1980.  | 1 година, 10 месеци и 14 дана |
| 7,10  | Марлис Гер           | Источна Немачка | Зенфтенберг, Источна Немачка    | 26. јануар 1980.  | 3 године и 3 дана             |
| 7,10  | Марита Кох           | Источна Немачка | Зенфтенберг, Источна Немачка    | 14. фебруар 1981. | 3 године и 3 дана             |
| 7,08  | Марита Кох           | Источна Немачка | Зенфтенберг, Источна Немачка    | 29. јануар 1983.  | 2 године и 18 дана            |
| 7,04  | Марита Кох           | Источна Немачка | Зенфтенберг, Источна Немачка    | 21. фебруар 1985. | 1 година и 7 дана             |
| 7,00  | Нели Куман           | Холандија       | Мадрид, Шпанија                 | 23. фебруар 1986. | 5 година, 11 месеци и 22 дана |
| 6,96  | Мерлин Оти           | Јамајка         | Мадрид, Шпанија                 | 14. фебруар 1992. | 11 месеци и 28 дана           |
| 6,92  | Ирина Привалова      | Русија          | Мадрид, Шпанија                 | 11. фебруар 1993. | 32 године и 104 дана          |
| 6,92  | Ирина Привалова      | Русија          | Мадрид, Шпанија                 | 9. фебруар 1995.  | 32 године и 104 дана          |